# Instituto de Ciencias de Tokio
El Instituto de Ciencias de Tokio (東京科学大学, Tōkyō Kagaku Daigaku), a menudo llamado Science Tokyo o Kagakudai (科学大 Kagakudai?), es una de las instituciones públicas de educación superior más grandes de Japón dedicada a la ciencia y la tecnología.
Fue establecido el 1 de octubre de 2024 mediante la fusión del Instituto Tecnológico de Tokio (Tokyo Tech) y la Universidad de Medicina y Odontología de Tokio (TMDU).

## Campus
Science Tokyo tiene seis campus en el área del Gran Tokio, tres del antiguo Tokyo Tech (Ookayama, Suzukakedai y Tamachi) y tres del antiguo TMDU (Yushima, Kokufudai y Surugadai).

## Escuelas y divisiones

### División de Ciencias e Ingeniería
- Escuela de Ciencias
- Escuela de Ingeniería
- Escuela de Tecnología y Materiales Químicos
- Escuela de Ciencias de la Computación
- Escuela de Ciencias de la Vida y Tecnología
- Escuela de Medio Ambiente y Sociedad

### División de Ciencias Médicas y Dentales
- Facultad de medicina
- Facultad de Medicina Dental
- Instituto de Artes Liberales
- Escuela Superior de Ciencias Médicas y Odontológicas
- Escuela de Graduados en Ciencias de la Salud

## Personas

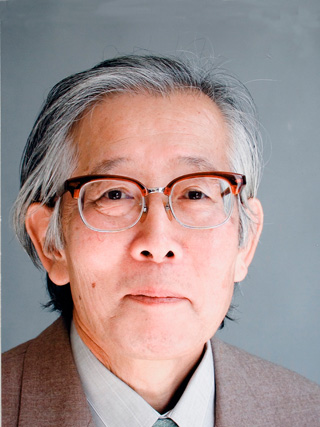
Hideki Shirakawa (白川 英樹), graduado de Tokyo Tech, químico, Premio Nobel de Química 2000
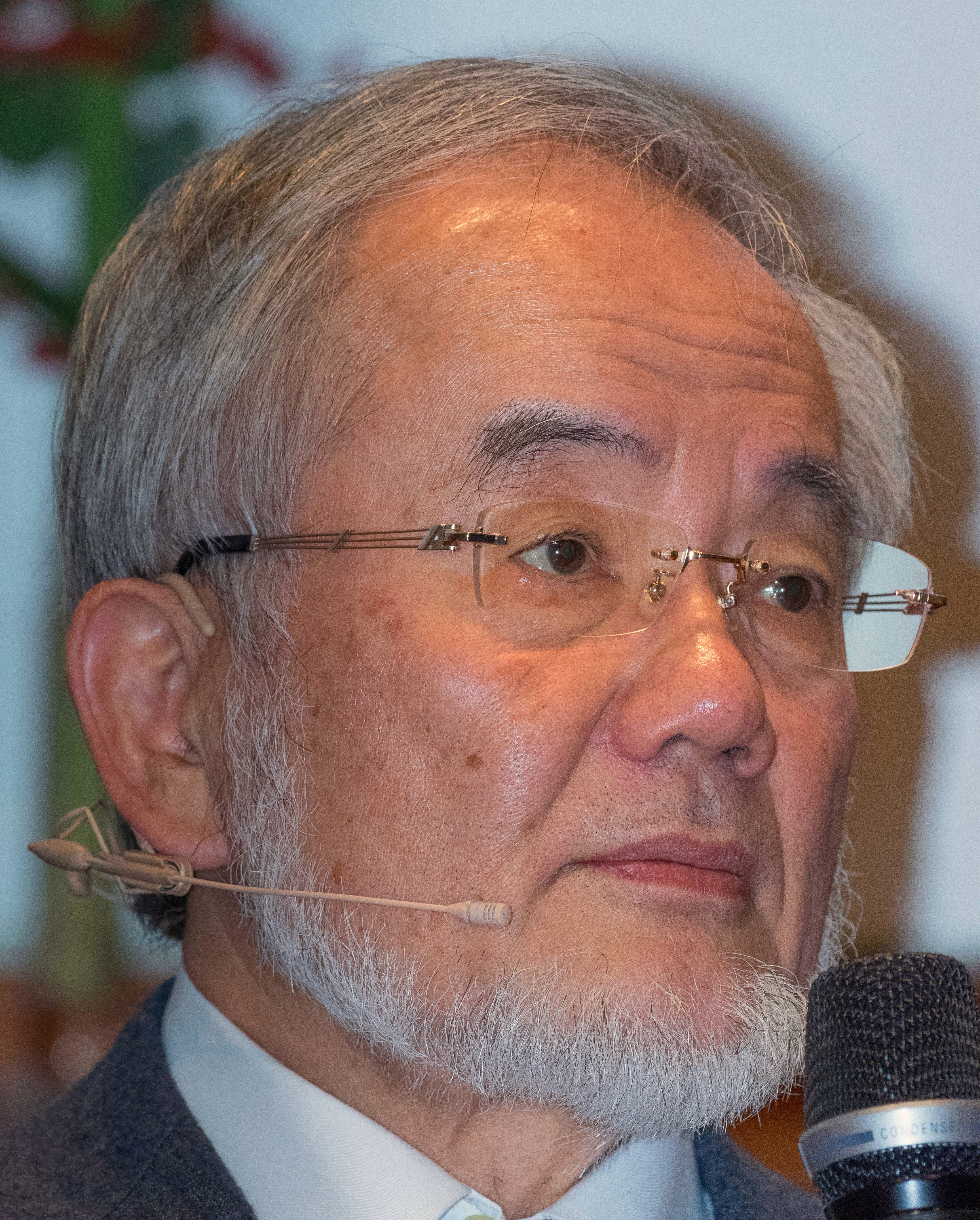
Yoshinori Ohsumi (大隅 良典), Profesor, biólogo celular, Premio Nobel de Fisiología o Medicina 2016
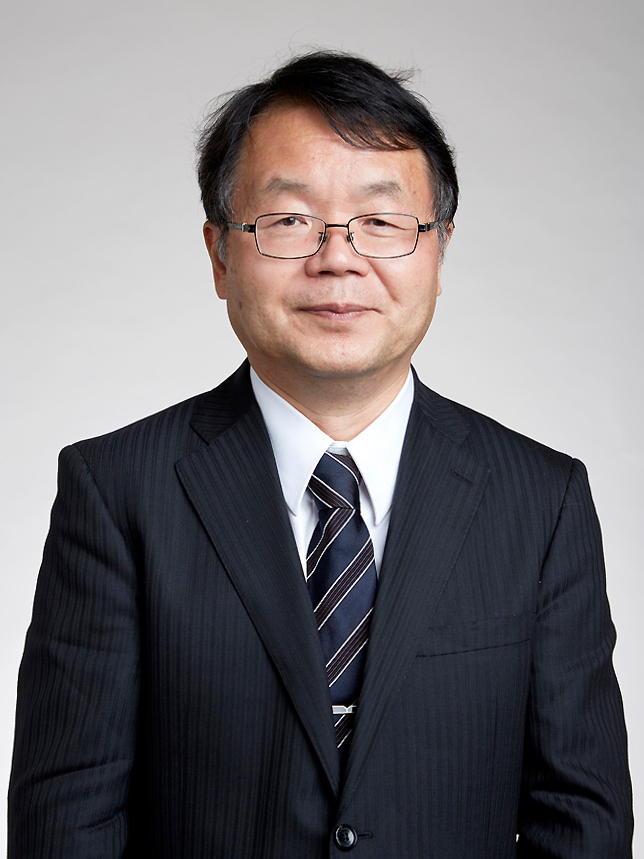
Hideo Hosono (細野 秀雄), Profesor, científico de materiales, descubridor de superconductores a base de hierro.
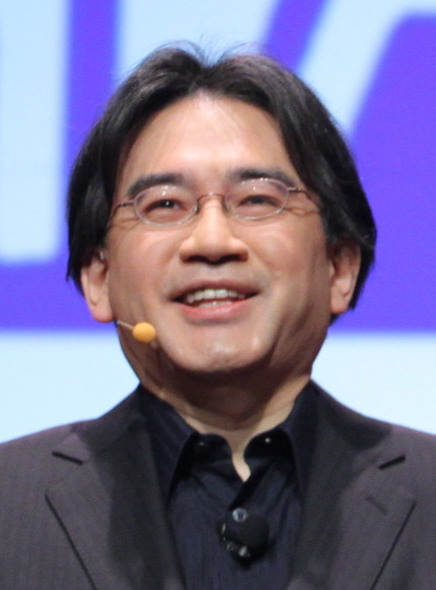
Satoru Iwata (岩田 聡), graduado de Tokyo Tech, director ejecutivo de Nintendo
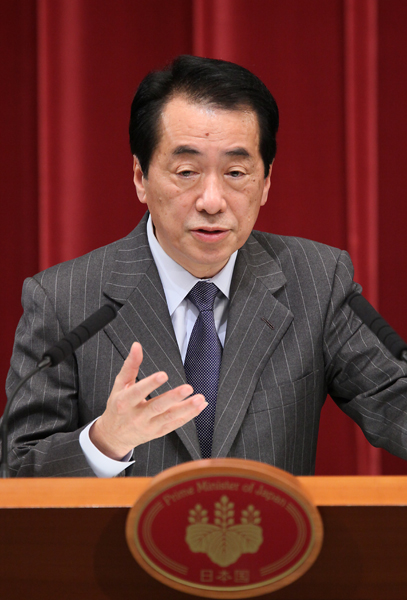
Naoto Kan (菅 直人), graduado de Tokyo Tech, 94º Primer Ministro de Japón